# 8-я Гонконгская кинопремия
8-я церемония Гонконгской кинопремии, на которой были отмечены лучшие фильмы 1988 года, состоялась 9 апреля 1989 года в Гонконгской академии исполнительских искусств, Гонконг. Во время церемонии вручались награды в 14 категориях.

## Статистика
| Фильм                               | номинации | победы |
| ----------------------------------- | --------- | ------ |
| • Румяна                            | 10        | 6      |
| • Пока не высохнут слёзы            | 10        | 2      |
| • Раскрашенные лица                 | 8         | 2      |
| • Сердцем к сердцу                  | 4         | 1      |
| • Банды                             | 4         | 0      |
| • Лай Ши, последний евнух Китая     | 4         | 0      |
| • Другая половина и другая половина | 4         | 0      |
| • Очертания наслаждения             | 3         | 0      |
| • Разговор цыплёнка с уткой         | 2         | 0      |
| • Последнее правосудие              | 2         | 0      |
| • Сияющий в ночи                    | 2         | 0      |
| • Школа в огне                      | 1         | 1      |
| • Полицейская история 2             | 1         | 1      |
| • Продолжаем танцевать              | 1         | 0      |
| • Освободите меня!                  | 1         | 0      |
| • Закон или справедливость          | 1         | 0      |
| • Сияющий в ночи                    | 1         | 0      |
| • Лучший отряд                      | 1         | 0      |
| • История Хэй Бо                    | 1         | 0      |
| • Тигр в полиции                    | 1         | 0      |
| • Драконы навсегда                  | 1         | 0      |
| • Дневник большого человека         | 1         | 0      |

## Список номинантов и лауреатов
★ Победители выделены отдельным цветом. 
| Номинация                         | Лауреаты и номинанты                                                                                     | Лауреаты и номинанты                                                                               | Лауреаты и номинанты                                                                               |
| --------------------------------- | --- | -------------------------------------------------------------------------------------------------- | -------------------------------------------------------------------------------------------------- |
| Лучший фильм                      | | ★ «Румяна» режиссёр: Стэнли Кван                                                                   | ★ «Румяна» режиссёр: Стэнли Кван                                                                   |
| Лучший фильм                      | • «Раскрашенные лица» режиссёр: Алекс Ло                                                                 | | |
| Лучший фильм                      | • «Пока не высохнут слёзы» режиссёр: Вонг Карвай                                                         | | |
| Лучший фильм                      | • «Банды» режиссёр: Лоуренс Амон                                                                         | | |
| Лучший фильм                      | • «Разговор цыплёнка с уткой» режиссёр: Клифтон Ко                                                       | | |
| Лучшая режиссёрская работа        | | ★ Стэнли Кван за фильм «Румяна»                                                                    | ★ Стэнли Кван за фильм «Румяна»                                                                    |
| Лучшая режиссёрская работа        | • Вонг Карвай за фильм «Пока не высохнут слёзы»                                                          | | |
| Лучшая режиссёрская работа        | • Джейкоб Чён за фильм «Лай Ши, последний евнух Китая»                                                   | | |
| Лучшая режиссёрская работа        | • Лоуренс Амон за фильм «Банды»                                                                          | | |
| Лучшая режиссёрская работа        | • Алекс Ло за фильм «Раскрашенные лица»                                                                  | | |
| Лучшая женская роль               | | ★ Анита Муй за фильм «Румяна»                                                                      | ★ Анита Муй за фильм «Румяна»                                                                      |
| Лучшая женская роль               | • Тень Ню за фильм «Другая половина и другая половина»                                                   | | |
| Лучшая женская роль               | • Мэгги Чун за фильм «Пока не высохнут слёзы»                                                            | | |
| Лучшая женская роль               | • Кэрол Чэн за фильм «Сердцем к сердцу»                                                                  | | |
| Лучшая женская роль               | • Кора Мяо за фильм «Продолжаем танцевать»                                                               | | |
| Лучшая мужская роль               | | ★ Саммо Хун за фильм «Раскрашенные лица»                                                           | ★ Саммо Хун за фильм «Раскрашенные лица»                                                           |
| Лучшая мужская роль               | • Макс Мок за фильм «Лай Ши, последний евнух Китая»                                                      | | |
| Лучшая мужская роль               | • Майкл Хёй за фильм «Разговор цыплёнка с уткой»                                                         | | |
| Лучшая мужская роль               | • Лесли Чун за фильм «Румяна»                                                                            | | |
| Лучшая мужская роль               | • Энди Лау за фильм «Пока не высохнут слёзы»                                                             | | |
| Лучшая женская роль второго плана | ★ Сара Ли за фильм «Школа в огне»                                                                        | ★ Сара Ли за фильм «Школа в огне»                                                                  | |
| Лучшая женская роль второго плана | • Элэйн Цзинь за фильм «Освободите меня!»                                                                | | |
| Лучшая женская роль второго плана | • Пруденс Лю за фильм «Закон или справедливость»                                                         | | |
| Лучшая женская роль второго плана | • Кора Мяо за фильм «Другая половина и другая половина»                                                  | | |
| Лучшая мужская роль второго плана | | ★ Джеки Чун за фильм «Пока не высохнут слезы»                                                      | ★ Джеки Чун за фильм «Пока не высохнут слезы»                                                      |
| Лучшая мужская роль второго плана | • Ву Ма за фильм «Лай Ши, последний евнух Китая»                                                         | | |
| Лучшая мужская роль второго плана | • Стивен Чоу за фильм «Последнее правосудие»                                                             | | |
| Лучшая мужская роль второго плана | • Эрик Цан за фильм «Другая половина и другая половина»                                                  | | |
| Лучшая мужская роль второго плана | • Алекс Ман за фильм «Пока не высохнут слёзы»                                                            | | |
| Лучший сценарий                   | | ★ Лип Ван-Фун, Сиу Гвок-Ва, Гордон Чан, Ип Квонг-Ким, Ким Ип, Со Фун-И за фильм «Сердцем к сердцу» | ★ Лип Ван-Фун, Сиу Гвок-Ва, Гордон Чан, Ип Квонг-Ким, Ким Ип, Со Фун-И за фильм «Сердцем к сердцу» |
| Лучший сценарий                   | • Алекс Ло, Мэйбл Чён за фильм «Раскрашенные лица»                                                       | | |
| Лучший сценарий                   | • Эдди Фон за фильм «Лай Ши, последний евнух Китая»                                                      | | |
| Лучший сценарий                   | • Эдди Фон за фильм «Другая половина и другая половина»                                                  | | |
| Лучший сценарий                   | • Лилиан Ли Цюдай Аньпин за фильм «Румяна»                                                               | | |
| Лучший новый актёр                | ★ Дэвид У за фильм «Сияющий в ночи»                                                                      | ★ Дэвид У за фильм «Сияющий в ночи»                                                                | |
| Лучший новый актёр                | • Сандра Нг за фильм «Лучший отряд»                                                                      | | |
| Лучший новый актёр                | • Рикки Хо за фильм «Банды»                                                                              | | |
| Лучший новый актёр                | • Стивен Чоу за фильм «Последнее правосудие»                                                             | | |
| Лучший новый актёр                | • Вивиан Чоу за фильм «Сердцем к сердцу»                                                                 | | |
| Лучшая операторская работа        | ★ Дэвид Чун за фильм «Раскрашенные лица»                                                                 | ★ Дэвид Чун за фильм «Раскрашенные лица»                                                           | |
| Лучшая операторская работа        | • Эндрю Лау за фильм «Пока не высохнут слёзы»                                                            | | |
| Лучшая операторская работа        | • Билл Вон за фильм «Румяна»                                                                             | | |
| Лучшая операторская работа        | • Питер Пау, Пун Хан-Сан за фильм «История Хэй Бо»                                                       | | |
| Лучшая операторская работа        | • Билл Вонг за фильм «Очертания наслаждения»                                                             | | |
| Лучший монтаж                     | ★ Питер Чанг за фильм «Румяна»                                                                           | ★ Питер Чанг за фильм «Румяна»                                                                     | |
| Лучший монтаж                     | • Ю Сун, Квонг Чи Люнг за фильм «Раскрашенные лица»                                                      | | |
| Лучший монтаж                     | • Питер Чонг за фильм «Пока не высохнут слёзы»                                                           | | |
| Лучший монтаж                     | • Фо Сан, Квок Кынг и Лау Квок Чунг за фильм «Банды»                                                     | | |
| Лучшая работа художника           | ★ Уильям Чанг за фильм «Пока не высохнут слезы»                                                          | ★ Уильям Чанг за фильм «Пока не высохнут слезы»                                                    | |
| Лучшая работа художника           | • Вонг Янь-Квай за фильм «Раскрашенные лица»                                                             | | |
| Лучшая работа художника           | • Пок Юк-Мук, Ма Квонг-Винг за фильм «Румяна»                                                            | | |
| Лучшая работа художника           | • Дэниел Ли за фильм «Сияющий в ночи»                                                                    | | |
| Лучшая постановка экшена          | | ★ Ассоциация каскадеров Джеки Чана за фильм «Полицейская история 2»                                | ★ Ассоциация каскадеров Джеки Чана за фильм «Полицейская история 2»                                |
| Лучшая постановка экшена          | • Клан Лю за фильм «Тигр в полиции»                                                                      | | |
| Лучшая постановка экшена          | • Ассоциация каскадеров Джеки Чана, Ассоциация Каскадеров Само Хунга за фильм «Драконы навсегда»         | | |
| Лучшая музыка                     | ★ Лай Сиу-Тин за фильм «Румяна»                                                                          | ★ Лай Сиу-Тин за фильм «Румяна»                                                                    | |
| Лучшая музыка                     | • Чун Тин-Ят за фильм «Пока не высохнут слезы»                                                           | | |
| Лучшая музыка                     | • Чун Тин-Ят за фильм «Сердцем к сердцу»                                                                 | | |
| Лучшая музыка                     | • Лоуэлл Ло за фильм «Раскрашенные лица»                                                                 | | |
| Лучшая музыка                     | • Ло Вин-Фай за фильм «Очертания наслаждения»                                                            | | |
| Лучшая песня                      | | ★ Композитор: Лай Сиу-Тин • Текст: Эдвард Тан Кинг-Санг • Исполнитель: Анита Муи за фильм «Румяна» | ★ Композитор: Лай Сиу-Тин • Текст: Эдвард Тан Кинг-Санг • Исполнитель: Анита Муи за фильм «Румяна» |
| Лучшая песня                      | • Композитор/Текст/Исполнитель: Чоу Юньфат за фильм «Дневник большого человека»                          | | |
| Лучшая песня                      | • Композитор: Джордж Лам • Текст: Кит Чан • Исполнитель: Джордж Лам за фильм «Сияющий в ночи»            | | |
| Лучшая песня                      | • Композитор: Лоу Винг-Фай • Текст: Ричард Лам • Исполнитель: Хо Ка-Лай за фильм «Очертания наслаждения» | | |